# Copa de Gales de Rugby
La Copa de Gales de Rugby llamada WRU Premiership Cup, es una competencia anual de rugby organizado por la Welsh Rugby Union y disputada entre clubes de Gales mediante el sistema de eliminación directa.

## Historia
La primera edición del torneo se disputó en 1972, coronando a Neath como el primer campeón del torneo luego de vencer por un marcador de 15 a 9 a Llanelli en el Cardiff Arms Park, el principal recinto deportivo de Gales.

## Ganadores
| Temporada | Campeón                            | Resultado                          | Subcampeón                         | Estadio                            |                                    |
| --------- | ---------------------------------- | ---------------------------------- | ---------------------------------- | ---------------------------------- | ---------------------------------- |
| 1972      | Neath                              | 15–9                               | Llanelli                           | Cardiff Arms Park                  |                                    |
| 1973      | Llanelli                           | 30–7                               | Cardiff                            | Cardiff Arms Park                  |                                    |
| 1974      | Llanelli                           | 12–10                              | Aberavon                           | Cardiff Arms Park                  |                                    |
| 1975      | Llanelli                           | 15–6                               | Aberavon                           | Cardiff Arms Park                  |                                    |
| 1976      | Llanelli                           | 16–4                               | Swansea                            | Cardiff Arms Park                  |                                    |
| 1977      | Newport                            | 16–15                              | Cardiff                            | Cardiff Arms Park                  |                                    |
| 1978      | Swansea                            | 13–9                               | Newport                            | Cardiff Arms Park                  |                                    |
| 1979      | Bridgend                           | 18–12                              | Pontypridd                         | Cardiff Arms Park                  |                                    |
| 1980      | Bridgend                           | 15–9                               | Swansea                            | Cardiff Arms Park                  |                                    |
| 1981      | Cardiff                            | 14–6                               | Bridgend                           | Cardiff Arms Park                  |                                    |
| 1982      | Cardiff                            | 12–12                              | Bridgend                           | Cardiff Arms Park                  |                                    |
| 1983      | Pontypool                          | 18–6                               | Swansea                            | Cardiff Arms Park                  |                                    |
| 1984      | Cardiff                            | 24–19                              | Neath                              | National Stadium                   |                                    |
| 1985      | Llanelli                           | 15–14                              | Cardiff                            | National Stadium                   |                                    |
| 1986      | Cardiff                            | 28–21                              | Newport                            | National Stadium                   |                                    |
| 1987      | Cardiff                            | 16–15                              | Swansea                            | National Stadium                   |                                    |
| 1988      | Llanelli                           | 28–13                              | Neath                              | National Stadium                   |                                    |
| 1989      | Neath                              | 14–13                              | Llanelli                           | National Stadium                   |                                    |
| 1990      | Neath                              | 16–10                              | Bridgend                           | National Stadium                   |                                    |
| 1991      | Llanelli                           | 24–9                               | Pontypool                          | National Stadium                   |                                    |
| 1992      | Llanelli                           | 16–7                               | Swansea                            | National Stadium                   |                                    |
| 1993      | Llanelli                           | 21–18                              | Neath                              | National Stadium                   |                                    |
| 1994      | Cardiff                            | 15–8                               | Llanelli                           | National Stadium                   |                                    |
| 1995      | Swansea                            | 17–12                              | Pontypridd                         | National Stadium                   |                                    |
| 1996      | Pontypridd                         | 29–22                              | Neath                              | National Stadium                   |                                    |
| 1997      | Cardiff                            | 33–26                              | Swansea                            | National Stadium                   |                                    |
| 1998      | Llanelli                           | 19–12                              | Ebbw Vale                          | Ashton Gate                        |                                    |
| 1999      | Swansea                            | 37–10                              | Llanelli                           | Ninian Park                        |                                    |
| 2000      | Llanelli                           | 22–12                              | Swansea                            | Millennium Stadium                 |                                    |
| 2001      | Newport                            | 13–8                               | Neath                              | Millennium Stadium                 |                                    |
| 2002      | Pontypridd                         | 20–17                              | Llanelli                           | Millennium Stadium                 |                                    |
| 2003      | Llanelli                           | 32–9                               | Newport                            | Millennium Stadium                 |                                    |
| 2004      | Neath                              | 36–13                              | Caerphilly                         | Millennium Stadium                 |                                    |
| 2005      | Llanelli                           | 25–24                              | Pontypridd                         | Millennium Stadium                 |                                    |
| 2006      | Pontypridd                         | 26–25                              | Neath                              | Millennium Stadium                 |                                    |
| 2007      | Llandovery                         | 20–18                              | Cardiff                            | Millennium Stadium                 |                                    |
| 2008      | Neath                              | 28–22                              | Pontypridd                         | Millennium Stadium                 |                                    |
| 2009      | Neath                              | 27–21                              | Llanelli                           | Millennium Stadium                 |                                    |
| 2010      | Llanelli                           | 20–8                               | Carmarthen                         | Millennium Stadium                 |                                    |
| 2011      | Pontypridd                         | 35–24                              | Aberavon                           | Millennium Stadium                 |                                    |
| 2012      | Cross Keys                         | 32–19                              | Pontypridd                         | Millennium Stadium                 |                                    |
| 2013      | Pontypridd                         | 34–13                              | Neath                              | Millennium Stadium                 |                                    |
| 2014      | Pontypridd                         | 21–8                               | Cross Keys                         | Millennium Stadium                 |                                    |
| 2015      | Bridgend                           | 19–15                              | Pontypridd                         | Millennium Stadium                 |                                    |
| 2016      | Llandovery                         | 25–18                              | Carmarthen                         | Millennium Stadium                 |                                    |
| 2017      | RGC 1404                           | 15–11                              | Pontypridd                         | Millennium Stadium                 |                                    |
| 2018      | Merthyr                            | 41–7                               | Newport                            | Millennium Stadium                 |                                    |
| 2019      | Cardiff                            | 25–19                              | Merthyr                            | Millennium Stadium                 |                                    |
| 2020      | Cancelado por pandemia de COVID-19 | Cancelado por pandemia de COVID-19 | Cancelado por pandemia de COVID-19 | Cancelado por pandemia de COVID-19 | Cancelado por pandemia de COVID-19 |
| 2022      | Newport                            | 25–21                              | Aberavon                           | Millennium Stadium                 |                                    |
| 2023      | Cardiff                            | 13-10                              | Newport                            | Millennium Stadium                 |                                    |
| 2024      | Llandovery                         | 20-18                              | Merthyr                            | Millennium Stadium                 |                                    |
| 2025      | Pontypridd                         | 43-12                              | Cross Keys                         |                                    |                                    |

## Palmarés
| Equipo         | Títulos | Campeonatos                                                                        |
| -------------- | ------- | ---------------------------------------------------------------------------------- |
| Llanelli RFC   | 14      | 1973, 1974, 1975, 1976, 1985, 1988, 1991, 1992, 1993, 1998, 2000, 2003, 2005, 2010 |
| Cardiff RFC    | 9       | 1981, 1982, 1984, 1986, 1987, 1994, 1997, 2019, 2023                               |
| Pontypridd RFC | 7       | 1996, 2002, 2006, 2011, 2013, 2014, 2025                                           |
| Neath RFC      | 6       | 1972, 1989, 1990, 2004, 2008, 2009                                                 |
| Swansea RFC    | 3       | 1978, 1995, 1999                                                                   |
| Newport RFC    | 3       | 1977, 2001, 2022                                                                   |
| Bridgend RFC   | 3       | 1979, 1980, 2015                                                                   |
| Llandovery RFC | 3       | 2007, 2016, 2024                                                                   |
| Pontypool RFC  | 1       | 1983                                                                               |
| Cross Keys RFC | 1       | 2012                                                                               |
| Merthyr RFC    | 1       | 2018                                                                               |
| RGC 1404       | 1       | 2017                                                                               |

- Actualizado hasta la finalización de la edición 2025